# Verhnea Vilhova, Stanîcino-Luhanske
Verhnea Vilhova (în ucraineană Верхня Вільхова) este un sat în comuna Nîjnea Vilhova din raionul Stanîcino-Luhanske, regiunea Luhansk, Ucraina.

## Demografie
Componența lingvistică a localității Verhnea Vilhova
     Rusă (94,83%)
     Ucraineană (4,74%)
Conform recensământului din 2001, majoritatea populației localității Verhnea Vilhova era vorbitoare de rusă (94,83%), existând în minoritate și vorbitori de ucraineană (4,74%).